# Schieß-Juniorenweltmeisterschaften 2023
Die Schieß-Juniorenweltmeisterschaften 2023 fanden vom 14. bis 25. Juli 2023 in der südkoreanischen Stadt Changwon statt.
Insgesamt wurden 44 Disziplinen ausgetragen, davon 21 bei den Junioren, 19 bei den Juniorinnen und 4 bei den Junioren-Mixed. Es waren 552 Starter aus 44 Nationen gemeldet.

## Ergebnisse

### Junioren

#### Gewehr
| Wettbewerb                                            | Gold                                                  | Gold     | Silber                                                  | Silber | Bronze                                                                      | Bronze |
| ----------------------------------------------------- | ----------------------------------------------------- | -------- | ------------------------------------------------------- | ------ | --------------------------------------------------------------------------- | ------ |
| 10 m Luftgewehr                                       | Romain Aufrere                                        | 251,2    | Wang Honghao                                            | 251,0  | Umamahesh Maddineni                                                         | 229,0  |
| 10 m Luftgewehr Mannschaft                            | IndienAbhinav Shaw Srikanth Dhanush Parth Rakesh Mane | 1886,7   | Volksrepublik ChinaZhu Mingshuai Ye Yishun Shen Yuchen  | 1883,5 | SüdkoreaChoe Daehan Oh Junyeong Shin Hyunjoon                               | 1873,9 |
| 50 m Kleinkalibergewehr liegend                       | Jens Olsrud Oestli                                    | 625,0    | Michal Chojnowski                                       | 624,2  | Braden Wayne Peiser                                                         | 623,2  |
| 50 m Kleinkalibergewehr liegend Mannschaft            | UngarnFerenc Török Andras Denes Peter Antal Wittmann  | 1863,2   | PolenMichal Chojnowski Wiktor Sajdak Maciej Ogorek      | 1859,9 | Vereinigte StaatenBraden Wayne Peiser Tyler Wee Gavin Raymond Leigh Barnick | 1859,0 |
| 50 m Kleinkalibergewehr Dreistellungskampf            | Romain Aufrere                                        | 459,9    | Jens Olsrud Oestli                                      | 457,4  | Ye Yishun                                                                   | 446,4  |
| 50 m Kleinkalibergewehr Dreistellungskampf Mannschaft | PolenMichal Chojnowski Wiktor Sajdak Maciej Ogorek    | 1745 WRJ | Volksrepublik ChinaMao Yiming Xia Wenxing Chen Maaodong | 1743   | ItalienMichele Bernardi Luca Sbarbati Gabriele Biondi                       | 1738   |

#### Pistole
| Wettbewerb                          | Gold                                                  | Gold     | Silber                                                                  | Silber | Bronze                                                    | Bronze |
| ----------------------------------- | ----------------------------------------------------- | -------- | ----------------------------------------------------------------------- | ------ | --------------------------------------------------------- | ------ |
| 10 m Luftpistole                    | Shubham Bisla                                         | 244,6    | Bu Shuaihang                                                            | 239,6  | Kim Kanghyun                                              | 218,2  |
| 10 m Luftpistole Mannschaft         | Volksrepublik ChinaZhang Yu Chen Kecheng Bu Shuaihang | 1733     | IndienShubham Bisla Amit Sharma Abhinav Choudhary                       | 1727   | SüdkoreaKim Kanghyun Song Seungho Kim Dohoon              | 1718   |
| 25 m Schnellfeuerpistole            | Wang Shiwen                                           | 29       | Theo Moczkol                                                            | 26     | Yoon Seoyeong                                             | 22     |
| 25 m Schnellfeuerpistole Mannschaft | Volksrepublik ChinaZhang Zhihao Chai Shujie Chen Aobo | 1747 WRJ | IndienMahesh Pasupathy Anandakumar Sameer Sameer Rajkanwar Singh Sandhu | 1730   | FrankreichTheo Moczko Yan Chesnel Romain Zunino           | 1719   |
| 25 m Sportpistole                   | Nikita Chiryukin                                      | 583      | Zhang Zhihao                                                            | 583    | Hong Sukjin                                               | 583    |
| 25 m Sportpistole Mannschaft        | Volksrepublik ChinaZhang Zhihao Chen Aobo Chai Shujie | 1727     | SüdkoreaHong Sukjin Kim Doyeop Kim Dongjun                              | 1725   | ItalienLuca Arrighi Matteo Mastovalerio Liang Xi Savanori | 1716   |
| 25 m Standardpistole                | Hong Sukjin                                           | 578      | Nikita Chiryukin                                                        | 572    | Wang Shiwen                                               | 571    |
| 25 m Standardpistole Mannschaft     | Volksrepublik ChinaZhang Zhihao Chen Aobo Chai Shujie | 1683     | SüdkoreaHong Sukjin Kim Minsoo Son Geonwoo                              | 1679   | IndienUnish Holinder Randeep Sing Akshay Kumar            | 1671   |
| 50 m Freie Pistole                  | Hong Sukjin                                           | 544      | Nikita Chiryukin                                                        | 542    | Kim Taemin                                                | 541    |

#### Laufende Scheibe
| Wettbewerb                  | Gold                                              | Gold | Silber                                                        | Silber | Bronze                                                                 | Bronze |
| --------------------------- | ------------------------------------------------- | ---- | ------------------------------------------------------------- | ------ | ---------------------------------------------------------------------- | ------ |
| Laufende Scheibe            | Roman Chadai                                      | 6    | Aaro Juhani Vuorimaa                                          | 4      | Denys Marynenko                                                        | 11(9)  |
| Laufende Scheibe Mannschaft | UkraineRoman Chadai Denys Marynenko Kyrylo Itulin | 1669 | KasachstanAssadbek Nazirkulyev Ilya Zoteyev Daniil Yankovenko | 1657   | FinnlandAaro Juhani Vuorimaa Toni Kristian Annala William Erik Wilkman | 1611   |

#### Wurftauben
| Wettbewerb       | Gold                                                     | Gold    | Silber                                                                     | Silber  | Bronze                                                               | Bronze |
| ---------------- | -------------------------------------------------------- | ------- | -------------------------------------------------------------------------- | ------- | -------------------------------------------------------------------- | ------ |
| Trap             | Matteo Dambrosi                                          | 45 (14) | Andres Garcia                                                              | 45 (13) | Emanuele Iezzi                                                       | 33     |
| Trap Mannschaft  | ItalienMatteo Dambrosi Emanuele Iezzi Gianmarco Barletta | 356     | IndienMakhtyaruddin Mohamadmuzahid Malek Shardul Vihan Arya Vansh Tyagi    | 346     | SpanienAndrés García Daniel Fernández de Vicente Juan Antonio Garcia | 339    |
| Skeet            | Benjamin Joseph Keller                                   | 54 (7)  | Markos Kontopoulos                                                         | 54 (5)  | Andrea Galardini                                                     | 42     |
| Skeet Mannschaft | ItalienAndrea Galardini Francesco Bernardini Marco Coco  | 349     | Vereinigte StaatenBenjamin Joseph Keller Joshua Corbin Jordan Douglas Sapp | 341     | ZypernAndreas Pontikis Theodoros Ioannides Varnavas Theodorou        | 337    |

### Juniorinnen

#### Gewehr
| Wettbewerb                                            | Gold                                                | Gold       | Silber                                                  | Silber | Bronze                                                                           | Bronze |
| ----------------------------------------------------- | --------------------------------------------------- | ---------- | ------------------------------------------------------- | ------ | -------------------------------------------------------------------------------- | ------ |
| 10 m Luftgewehr                                       | Synnøve Berg                                        | 251,8      | Wang Zifei                                              | 251,3  | Jiao Ruoxuan                                                                     | 2229,7 |
| 10 m Luftgewehr Mannschaft                            | Volksrepublik ChinaWang Zifei Fan Xinyi Zhang Jiale | 1892,0 WRJ | IndienSonam Uttam Maskar Gautami Bhanot Swati Chowdhury | 1886,8 | NorwegenSynnøve Berg Pernille Nor-Woll Caroline Finnestad Lund                   | 1883,8 |
| 50 m Kleinkalibergewehr liegend                       | Li Xiaoxue                                          | 626,2      | Emely Jäggi                                             | 624,5  | Caroline Finnestad Lund                                                          | 624,2  |
| 50 m Kleinkalibergewehr liegend Mannschaft            | Volksrepublik ChinaLi Xiaoxue Wang Zifei Luo Shuang | 1866,8 WRJ | SchweizVivien Jäggi Emely Jäggi Jennifer Kocher         | 1864,1 | NorwegenSynnøve Berg Pernille Nor-Woll Caroline Finnestad Lund                   | 1863,0 |
| 50 m Kleinkalibergewehr Dreistellungskampf            | Vivien Jäggi                                        | 457,3      | Arina Altukhova                                         | 455,7  | Emely Jäggi                                                                      | 445,0  |
| 50 m Kleinkalibergewehr Dreistellungskampf Mannschaft | SchweizVivien Jäggi Emely Jäggi Audrey Gogniat      | 1758       | DeutschlandNele Stark Anna Marie Beutler Hannah Wehren  | 1757   | Vereinigte StaatenElizabeth Prost Rocha Katie Lorraine Zaun Alivia Marie Perkins | 1751   |

#### Pistole
| Wettbewerb                      | Gold                                                | Gold     | Silber                                                | Silber | Bronze                                                   | Bronze |
| ------------------------------- | --------------------------------------------------- | -------- | ----------------------------------------------------- | ------ | -------------------------------------------------------- | ------ |
| 10 m Luftpistole                | Sainyam Sainyam                                     | 242,2    | Oh Ye Jin                                             | 239,4  | Yao Qianxun                                              | 218,6  |
| 10 m Luftpistole Mannschaft     | Volksrepublik ChinaYao Qianxun Wang Siyu Shen Yiyao | 1724 WRJ | SüdkoreaOh Ye Jin Kim Juri Heo Yeonwoo                | 1722   | IndienSainyam Sainyam Urva Chaudhary Anjali Chaudhary    | 1718   |
| 25 m Sportpistole               | Zuo Qngyi                                           | 34       | Kim Minseo                                            | 30     | Ada Claudia Korkhin                                      | 28     |
| 25 m Sportpistole Mannschaft    | SüdkoreaYang Jiin Kim Minseo Nam Dajung             | 1743 WRJ | Volksrepublik ChinaLiang Xiaoya Luo Zizhao Wu Shushan | 1740   | UngarnMiriam Jako Sára Ráhel Fábián Olivia Ditta Domsits | 1723   |
| 25 m Standardpistole            | Wu Shushan                                          | 566      | Kim Minseo                                            | 559    | Won Chaeeun                                              | 556    |
| 25 m Standardpistole Mannschaft | SüdkoreaKim Jeongeun Kim Minseo Dajung Nam          | 1665     | Volksrepublik ChinaLiang Xiaoya Luo Zizhao Wu Shushan | 1649   | IndienYashita Shokeen Prarthana Khanna Tiyana Tiyana     | 1573   |
| 50 m Freie Pistole              | Khanna Aliyeva                                      | 520      | Tiyana Tiyana                                         | 519    | Leyli Aliyeva                                            | 510    |

#### Laufende Scheibe
| Wettbewerb       | Gold                                                                 | Gold | Silber                                                      | Silber | Bronze                                                                       | Bronze |
| ---------------- | -------------------------------------------------------------------- | ---- | ----------------------------------------------------------- | ------ | ---------------------------------------------------------------------------- | ------ |
| Laufende Scheibe | Marharyta Tarkanii                                                   | 6    | Fatima Irnazarova                                           | 4      | Alina Tkalyk                                                                 | 6 (3)  |
| Laufende Scheibe | KasachstanFatima Irnazarova Alexandra Saduakassova Zukhra Irnazarova | 1686 | UkraineMarharyta Tarkanii Alina Tkalyk Anastasiia Zhuchenko | 1646   | FinnlandIda Julianna Heikkilae Aino Amanda Vaittinen Aino Enni Maria Nenonen |        |

#### Wurftauben
| Wettbewerb       | Gold                                                                                   | Gold   | Silber                                                | Silber | Bronze                                                                    | Bronze |
| ---------------- | -------------------------------------------------------------------------------------- | ------ | ----------------------------------------------------- | ------ | ------------------------------------------------------------------------- | ------ |
| Trap             | Ryann Paige Phillips                                                                   | 45     | Giorgia Lenticchia                                    | 42     | Carey Jeana Garrison                                                      | 33     |
| Trap Mannschaft  | Vereinigte StaatenRyann Paige Phillips Carey Jeana Garrison Kaleigh Christine Castillo | 337    | ItalienGiorgia Lenticchia Elena Navelli Sofia Littame | 325    | Volksrepublik ChinaLin Yuxin Zhi Yinuo Zhang Zixi                         | 314    |
| Skeet            | Miroslava Hocková                                                                      | 51 (2) | Raiza Dhillon                                         | 51 (1) | Alishia Fayth Layne                                                       | 41     |
| Skeet Mannschaft | SlowakeiMiroslava Hocková Adriána Zajíčkov Dominika Valkova                            | 330    | ItalienSara Bongini Viola Picciolli Damiana Paolacci  | 328    | Vereinigte StaatenAlishia Fayth Layne Madeline Helen Corbin Jessi Griffin | 327    |

### Junioren Mixed
| Wettbewerb       | Gold                                  | Gold | Silber                                       | Silber | Bronze                               | Bronze  |
| ---------------- | ------------------------------------- | ---- | -------------------------------------------- | ------ | ------------------------------------ | ------- |
| 10 m Luftgewehr  | Gautami Bhanot Abhinav Shaw           | 17   | Océanne Muller Romain Aufrere                | 13     | Zhang Jiale Zhu Mingshuai            | 16 (14) |
| 10 m Luftpistole | Wang Siyu Bu Shuaihang                | 16   | Yao Qianxun Zhang Yu                         | 4      | Sainyam Sainyam Abhinav Choudhary    | 17 (11) |
| Trap             | William Browning Carey Jeana Garrison | 139  | Thomas William Betts Madeleine Louise Purser | 138    | Du Zeming Lin Yuxin                  | 136     |
| Skeet            | Andrea Galardini Sara Bongini         | 43   | Harmehar Singh Lally Sanjana Sood            | 38     | Benjamin Joseph Keller Jessi Griffin | 41 (32) |

## Medaillenspiegel
| Platz  | Land                   | Gold | Silber | Bronze | Gesamt |
| ------ | ---------------------- | ---- | ------ | ------ | ------ |
| 01     | Volksrepublik China    | 12   | 9      | 7      | 28     |
| 02     | Indien                 | 6    | 6      | 5      | 17     |
| 03     | Italien                | 4    | 3      | 4      | 11     |
| 04     | Vereinigte Staaten     | 4    | 1      | 8      | 13     |
| 05     | Ukraine                | 4    | —      | 1      | 5      |
| 06     | Südkorea               | 3    | 6      | 8      | 17     |
| 07     | Frankreich             | 2    | 2      | 1      | 5      |
| 07     | Schweiz                | 2    | 2      | 1      | 5      |
| 09     | Norwegen               | 2    | 1      | 3      | 6      |
| 10     | Slowakei               | 2    | —      | —      | 2      |
| 11     | Kasachstan             | 1    | 3      | 1      | 5      |
| 12     | Polen                  | 1    | 2      | —      | 3      |
| 13     | Ungarn                 | 1    | —      | 1      | 2      |
| 14     | Finnland               | —    | 3      | 2      | 5      |
| 15     | Usbekistan             | —    | 2      | —      | 2      |
| 16     | Zypern                 | —    | 1      | 1      | 2      |
| 16     | Spanien                | —    | 1      | 1      | 2      |
| 18     | Deutschland            | —    | 1      | —      | 1      |
| 18     | Vereinigtes Königreich | —    | 1      | —      | 1      |
| Gesamt | Gesamt                 | 44   | 44     | 44     | 132    |